# Bakaye Traoré
Bakaye Traoré (* 6. März 1985 in Bondy) ist ein malisch-französischer Fußballspieler.

## Karriere

### Vereinskarriere
Bakaye Traoré wuchs in Sevran bei Paris auf. 2004 absolvierte Traoré sein erstes Spiel für den SC Amiens in der Ligue 2. In den darauf folgenden Spielzeiten absolvierte er insgesamt 106 Ligaspiele, in denen er 15 Tore für den Verein erzielte, ehe er zur Saison 2009/10 zum AS Nancy wechselte. Er erhielt dort einen Dreijahresvertrag und trug die Rückennummer 12.
Zur Saison 2012/13 wechselte Traoré zur AC Mailand. Er unterschrieb einen Drei-Jahres-Vertrag bis zum 30. Juni 2015.
Am 5. September 2013 wechselte Traoré auf Leihbasis zu Kayseri Erciyesspor. Nach dessen Ende wurde er für drei Jahre von dem türkischen Erstligisten Bursaspor verpflichtet.
Seit 2016 ist er vereinslos und man kann wohl von seinem Karriereende ausgehen, auch wenn noch nichts Offizielles verkündet wurde.

### Nationalmannschaft
Von 2009 bis 2014 spielte er 25 Mal für die malische Nationalmannschaft und erzielte dabei zwei Treffer. Traoré, der auch die französische Staatsbürgerschaft besitzt, gab sein Debüt am 11. Februar 2009 beim Auswärtsspiel gegen Angola, welches mit 0:4 gewonnen wurde. Seitdem bestritt er 21 Länderspiele für Mali, in denen er zwei Tore schoss. Auch für den Afrika-Cup 2010 in Angola stand er im Kader der Aigles, kam aber über einen 57-minütigen Einsatz im ersten Gruppenspiel nicht hinaus.